# Slow Songs
『Slow Songs』（スロー ソングス）は、1991年8月28日にEPIC/SONY RECORDS/M's Factoryから発売された佐野元春のベスト・アルバム。

## 概要
佐野が1990年までに発表したバラードを中心に選曲したアルバム。
既発曲の中で新たに手を加えられた楽曲は、指揮者の前田憲男を迎えフルオーケストラアレンジで再録された「情けない週末」「バッド・ガール」の2曲と佐野によるピアノ演奏の「彼女」のリテイク、リミックスされた「バルセロナの夜」「週末の恋人たち」が収録された。
佐野のファンを公言している小川洋子による書き下ろし小説エッセイと、山本容子によるアート・ピースのコラボレーションを全12曲の歌詞と共に、豪華46ページ・ブックレットに掲載。その為、CDケースとブックレットの厚みが従来製品よりも厚くなっている。

## 収録曲
- 全作詞・作曲・編曲：佐野元春（特記以外）

1. 恋する男
2. こんな素敵な日には
3. 情けない週末 <Full Orchestra Version>
編曲：前田憲男
4. ふたりの理由
5. 真夜中に清めて
6. バルセロナの夜 <Re-Mix Version>
7. 週末の恋人たち <Re-Mix Version>
8. バッド・ガール <Full Orchestra Version>
編曲：前田憲男
9. 彼女 <Re-Take 1991>
編曲：前田憲男
10. 君を待っている
11. 雪―あぁ世界は美しい
12. グッドバイからはじめよう